# Miquel Altisent i Domenjó
Miquel Altisent i Domenjó (Balaguer, Noguera, 22 d'octubre de 1898 - Barcelona, 31 de gener de 1975) fou un musicòleg especialitzat en el cant gregorià i ambrosià.
Religiós escolapi, fou deixeble i col·laborador de Gregori Maria Sunyol i estudià a l'abadia de Solesmes. Durant algun temps succeí Sunyol com a director i professor de l'Institut Pontifici de Música Sagrada de Milà. Professà cant gregorià al seminari conciliar i al Conservatori Municipal de Barcelona. Cofundador de la Societat Catalana de Musicologia, en fou vicepresident des de la fundació. Va publicar El cant gregorià. Un model de música religiosa (1971), Nova lectura dels neumes gregorians (1979), i una considerable quantitat d'estudis dedicats al cant litúrgic.

## Relació amb elbàsquet
El pare Altisent va ensenyar a jugar al bàsquet als seus alumnes dels escolapis de Terrassa des de 1927. Havia estat destinat a Cuba i allí l'havia pogut aprendre.